# Volcán Chinameca
Chinameca (también llamado El Pacayal) es un estratovolcán,que ha Registrado una de las erupcionciones más fuertes de la Historia de Centroamérica, se ubica  en El Salvador central-oriental. Se encuentra al norte del volcán de San Miguel, y se eleva sobre la ciudad de Chinameca, en el departamento de San Miguel (El Salvador). El volcán está coronado por unos 2 kilómetros (1.2 mi) de una ancha caldera conocida como Laguna Seca el Pacayal, y un cono de satélite en el lado oeste, el Cerro el Limbo, se eleva más alto que el borde de la caldera formada por el Colpaso de una erupción supervolcánica hace 59,000. Pueden encontrarse fumarolas en el lado norte, y ha sido el sitio de un programa de exploración geotérmico.
Hace 59,000, el edificio antiguo del volcán Chinameca media 1600 m s. n. m., pero una erupción supervolcánica hizo el Colpaso de dicha Caldera; la eyección total del material fue de 132,000 de Tefra, por lo que tiene un IEV–7.3, con 77,000 de Magma drenado en dicha erupción.
La última erupción explosiva se registra en la erupción del Pacayal hace 50,000, cuando el volcán hizo una erupción Pliniana, en la que la columna de ceniza alcanzó 23 km de altura, y la eyección de Tefra es alrededor de 3.1 km³, por lo que la caracteriza una erupción de IEV–4.9
La última actividad del volcán se asocia con la actividad del volcán, los terremotos de El Salvador 1951: tres fuertes terremotos de poca profundidad, de 5.9, 5.5 y 6.2 magnitud ocurrió el 6 y el 7 de mayo de 1951, cerca de la ciudad de Jucuapa, en la base del noroeste del volcán. Los terremotos dejaron 400-1000 víctimas, y dejaron sin hogar a unas 25,000.